# Maaras
Maaras – jaskinia krasowa w północno-wschodniej Grecji, w masywie Falakron.
W Maaras występuje kilka dużych syfonów wodnych oraz rzeka jaskiniowa.